# Elizabeth Taylor
Elizabeth Rosemond "Liz" Taylor DBE, född 27 februari 1932 i Hampstead, London, död 23 mars 2011 i Los Angeles, Kalifornien, var en brittiskfödd amerikansk skådespelare. Bland Taylors filmer märks Över alla hinder (1944), Brudens fader (1950), En plats i solen (1951), Jätten (1956), Katt på hett plåttak (1958), Plötsligt i somras (1959), Inte för pengar... (1960) samt Cleopatra (1963), den dyraste filmen som dittills producerats. Under inspelningen inledde Taylor och hennes motspelare Richard Burton en kärleksaffär, vilket orsakade en skandal. Trots detta fortsatte de sitt förhållande och gifte sig 1964. Kallade "Liz och Dick" i pressen spelade de tillsammans i elva filmer, däribland Hotel International (1963), Het strand (1965), Så tuktas en argbigga (1967) och Vem är rädd för Virginia Woolf? (1966).

## Biografi
Elizabeth Taylor föddes i London med dubbelt medborgarskap, brittiskt och amerikanskt. Hennes föräldrar var amerikaner från Saint Louis, Missouri som hade varit bosatta i Storbritannien i många år. Så snart hon lärt sig gå fick hon balettlektioner, och när hon var tre år framträdde hennes klass för kungafamiljen. När hon var sju år flyttade familjen till USA. Familjen bosatte sig i Los Angeles, där hennes far öppnade ett konstgalleri på Beverly Hills Hotel. Redan som tioåring uppmärksammades hon av talangscouter. Hon gjorde filmdebut 1942 i There's One Born Every Minute och blev snart barnstjärna i Hollywood under moderns överinseende.
Elizabeth Taylors kärleksliv har varit mycket omskrivet. Som 17-åring uppvaktades hon av den excentriske miljardären Howard Hughes. Hon ingick sitt första äktenskap då hon just hade fyllt 18 med hotellarvtagaren Conrad Hilton Jr. Taylor har varit gift åtta gånger, varav två gånger med Richard Burton. Hon hade även en kärleksrelation med diplomaten Ardeshir Zahedi, Irans ambassadör i Washington, D.C. under 1970-talet. I äktenskapen med Michael Wilding föddes två söner, 1953 och 1955, och i äktenskapet med Michael "Mike" Todd en dotter, 1957. I äktenskapet med Burton adopterades en dotter år 1964.
Med tiden blev Elizabeth Taylor en respekterad karaktärsskådespelare och har Oscarbelönats två gånger: Inte för pengar... (1960) och Vem är rädd för Virginia Woolf? (1966). År 2000 blev hon adlad till Dame Commander of the Order of the British Empire.
Den 23 mars 2011 avled Elizabeth Taylor i Los Angeles efter en tids sjukdom. Hon är begravd på Forest Lawn Memorial Park i Glendale i Kalifornien.

### Privatliv
Taylor ingick äktenskap åtta gånger med sju män. Hon fick fyra barn, två söner och två döttrar.
- Conrad "Nicky" Hilton, Jr. – 6 maj 1950 (skilda 1 februari 1951)
- Michael Wilding – 21 februari 1952 (skilda 30 januari 1957); två söner, födda 1953 och 1955
- Michael "Mike" Todd – 2 februari 1957 (till Todds död 22 mars 1958); en dotter, född 1957
- Eddie Fisher – 12 maj 1959 (skilda 6 mars 1964)
- Richard Burton – 15 mars 1964 (första gången; skilda 26 juni 1974); en dotter, född 1961, adopterad 1964
- Richard Burton – 10 oktober 1975 (andra gången; skilda 1 augusti 1976)
- John Warner – 4 december 1976 (skilda 7 november 1982)
- Larry Fortensky – 6 oktober 1991 (skilda 31 oktober 1996)

## Filmografi i urval
- 1942 – There's One Born Every Minute
- 1943 – Lassie på äventyr
- 1943 – Jane Eyre
- 1944 – Dovers vita klippor
- 1944 – Över alla hinder
- 1946 – Lassie i vildmarken
- 1947 – Pappa och vi
- 1948 – Vi träffas i kväll
- 1948 – Julia gör skandal
- 1949 – Unga kvinnor
- 1949 – Konspiratör
- 1950 – Brudens fader
- 1951 – Morfar opp i dagen
- 1951 – En plats i solen
- 1952 – Ivanhoe – den svarte riddaren
- 1952 – Bara inte bröllop
- 1953 – Kvinnan jag vill ha
- 1954 – Elefantstigen
- 1954 – Skandalernas man
- 1954 – Jag minns Paris
- 1956 – Jätten
- 1957 – Raintree County
- 1958 – Katt på hett plåttak
- 1959 – Plötsligt i somras
- 1960 – Inte för pengar...
- 1963 – Cleopatra
- 1963 – Hotel International
- 1965 – Het strand
- 1966 – Vem är rädd för Virginia Woolf?
- 1967 – Så tuktas en argbigga
- 1967 – Reflexer i ett gyllene öga
- 1972 – Inget spel för nybörjare
- 1977 – Sommarnattens leende
- 1980 – Spegeln sprack från kant till kant
- 1981 – General Hospital (TV-serie)
- 1984 – Hotellet (TV-serie)
- 1985 – Nord och Syd (TV-serie)
- 1992 – Simpsons (TV-serie) (gäströst, avsnittet "Lisa's First Word")
- 1993 – Simpsons (TV-serie) (gäströst, avsnittet "Krusty Gets Kancelled")
- 1994 – The Flintstones

## Utmärkelser
- Golden Globe Award för bästa kvinnliga huvudroll – drama, för Plötsligt i somras,  1959
- Golden Globe Award,  1960
- Oscar för bästa kvinnliga huvudroll, för Inte för pengar...,  17 april 1961[7]
- BAFTA Award för bästa kvinnliga huvudrollsinnehavare, för Vem är rädd för Virginia Woolf?,  1966
- National Board of Review Award för bästa kvinnliga skådespelare, för Vem är rädd för Virginia Woolf?,  1966
- Oscar för bästa kvinnliga huvudroll, för Vem är rädd för Virginia Woolf?,  10 april 1967[8]
- David di Donatello för bästa kvinnliga utländska skådespelare, för Inget spel för nybörjare,  1972
- Silverbjörnen för bästa kvinnliga skådespelare, för Hammersmith Is Out,  1972
- Hasty Pudding Woman of the Year,  1977
- Theatre World Special Award,  1981[9]
- Golden Globe Cecil B. DeMille Award,  1984
- Crystal Award,  1985[10]
- Riddare av Hederslegionen,  1987
- AFI Life Achievement Award,  1993
- Jean Hersholt Humanitarian Award,  29 mars 1993[11]
- Screen Actors Guild Awards,  1998
- BAFTA Academy Fellowship Award,  1999
- Dame Commander av Brittiska imperieorden,  31 december 1999[12]
- GLAAD Vanguard Award,  2000
- Marian Anderson Award,  2000
- Britannia Awards, för Excellens,  2005
- California Hall of Fame,  2007
- Jane Fonda Humanitarian Award,  2011[10]
- Kennedy Center Honors
- Stjärna på Hollywood Walk of Fame
- Presidentens medborgarmedalj
- Screen Actors Guild Life Achievement Award
- Kommendör av Arts et Lettres-orden

[Redigera Wikidata]

## Bilder

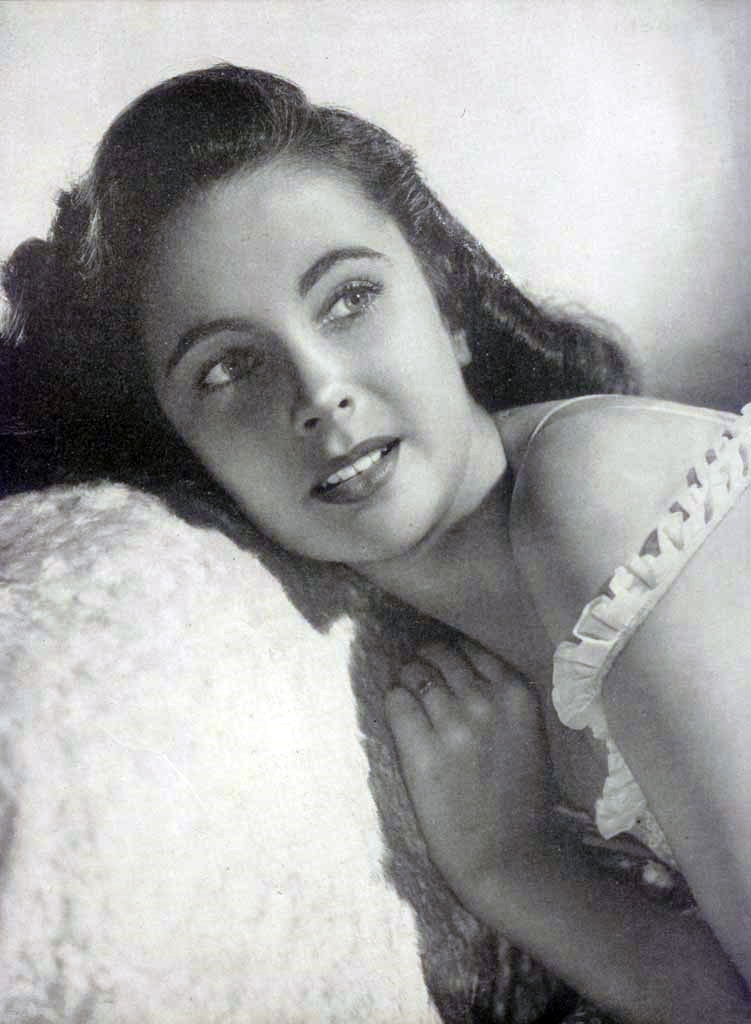
Elizabeth Taylor 1947.
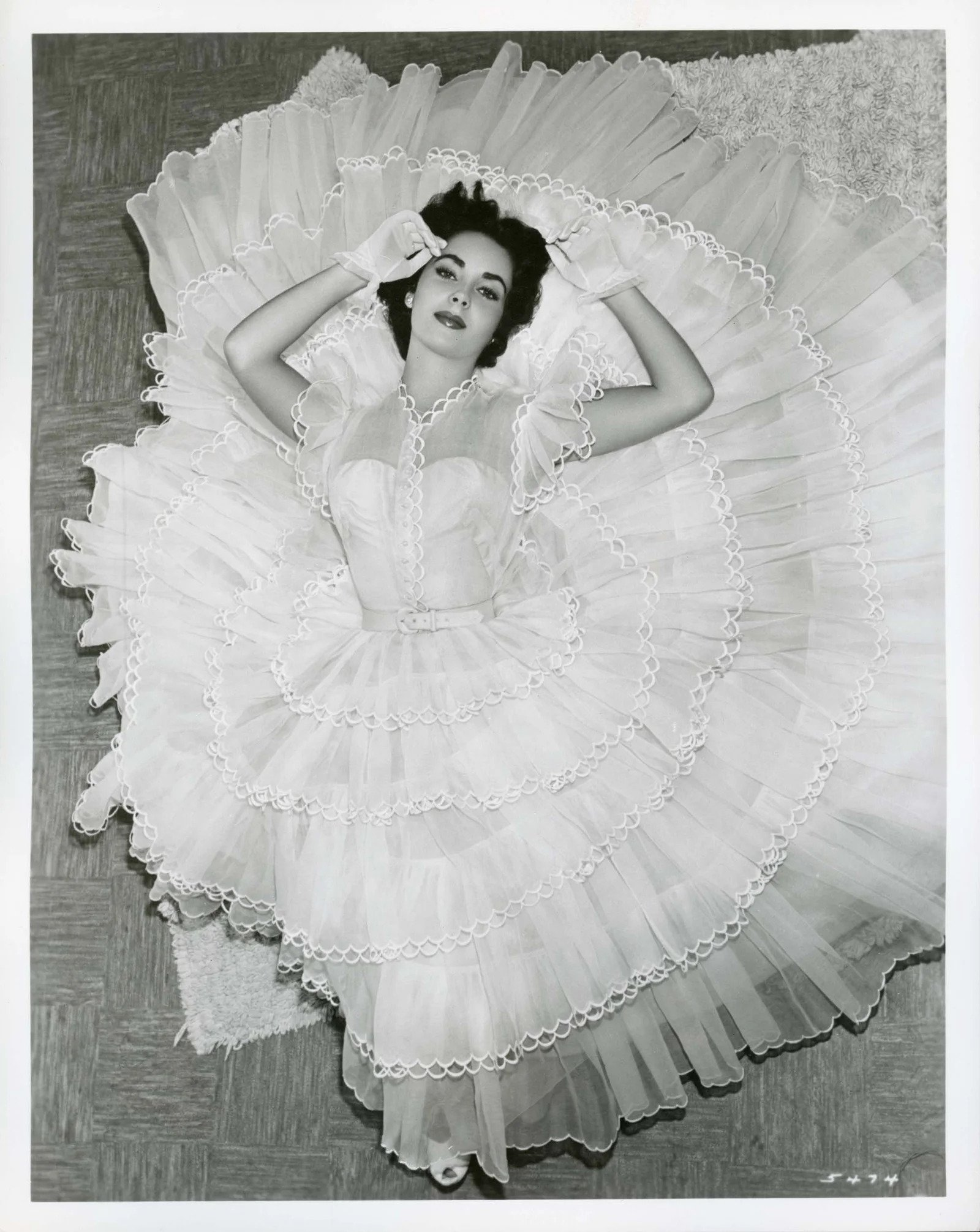
Elizabeth Taylor fotograferad för filmen Morfar opp i dagen 1951.
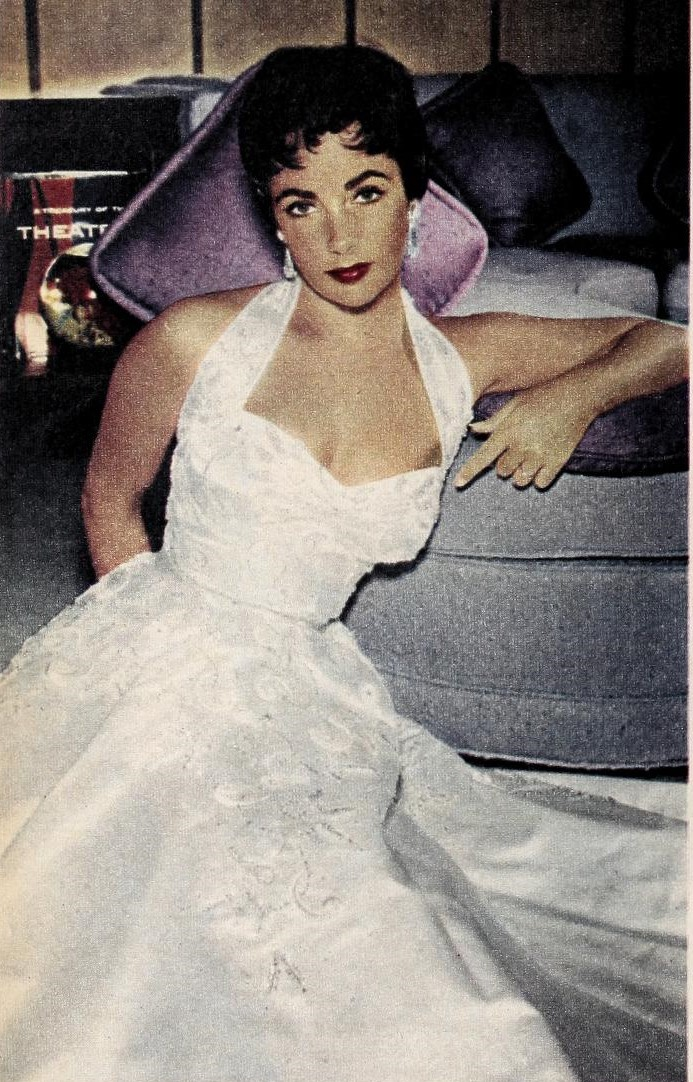
Elizabeth Taylor 1955.
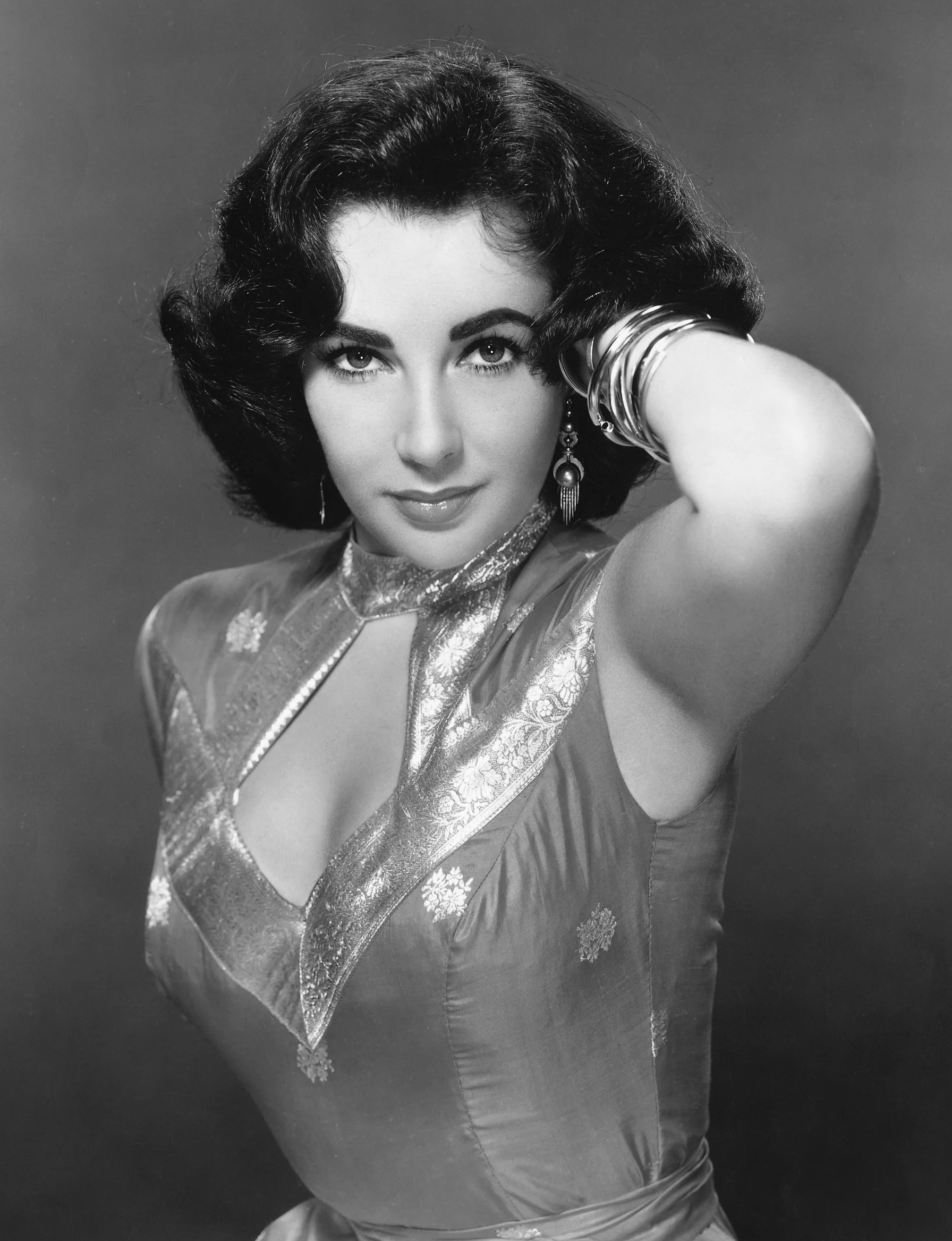
Elizabeth Taylor, sent 1950-tal.
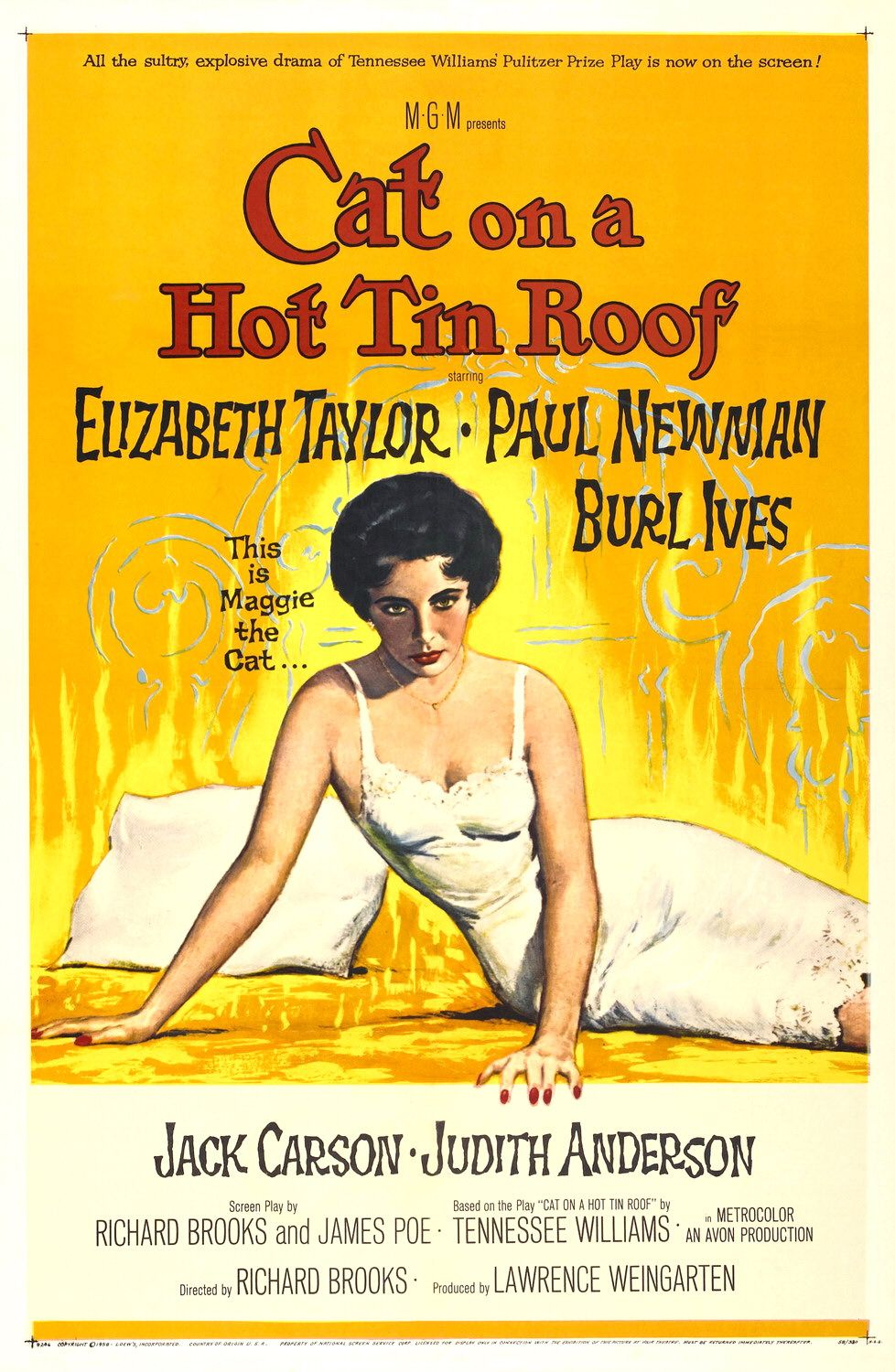
Affisch för Katt på hett plåttak 1958.
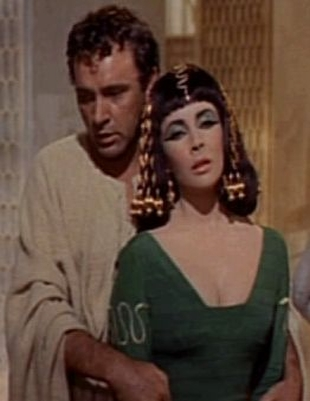
Elizabeth Taylor och Richard Burton i Cleopatra 1963.
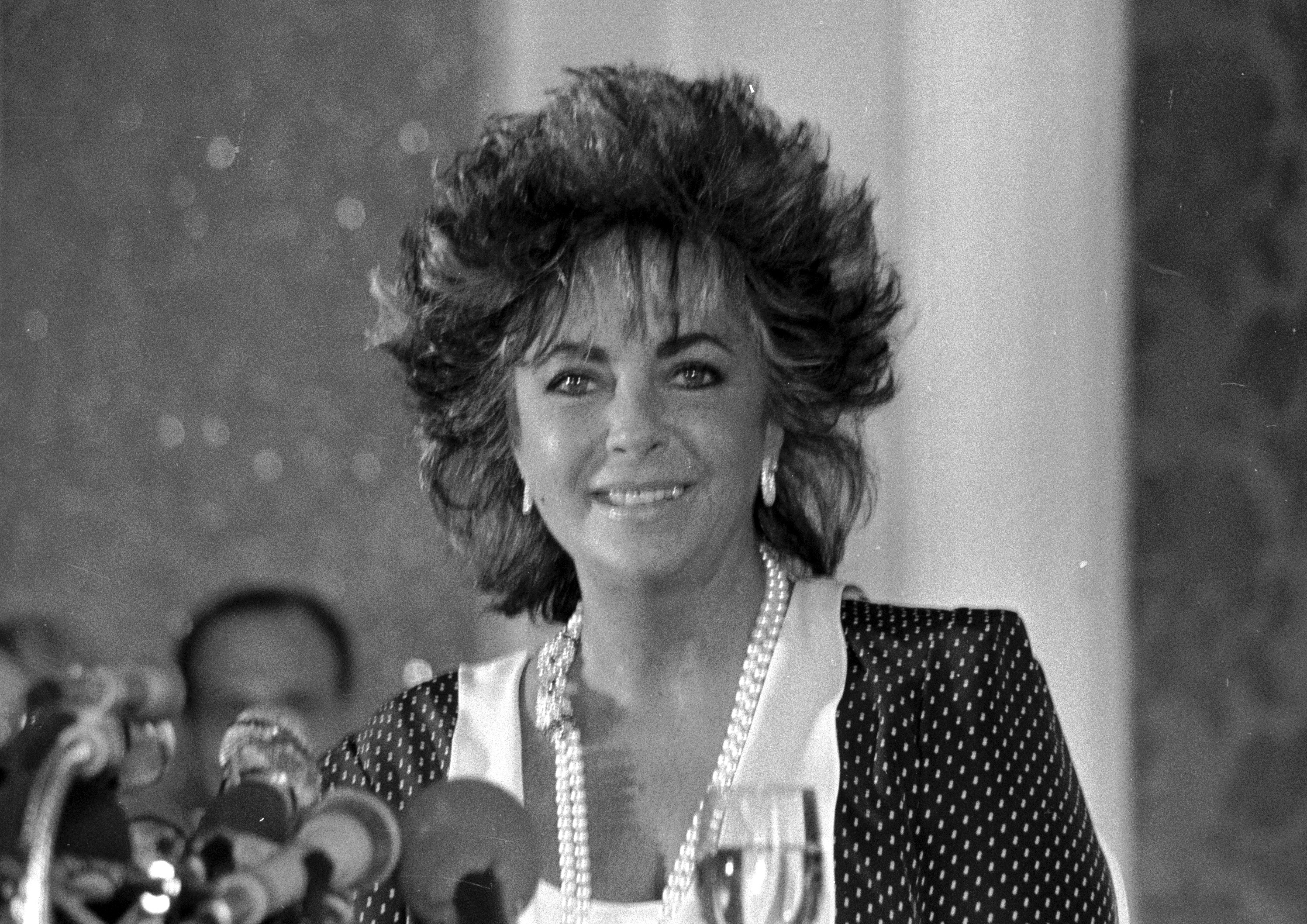
Elizabeth Taylor 1985.